# Дід і баба

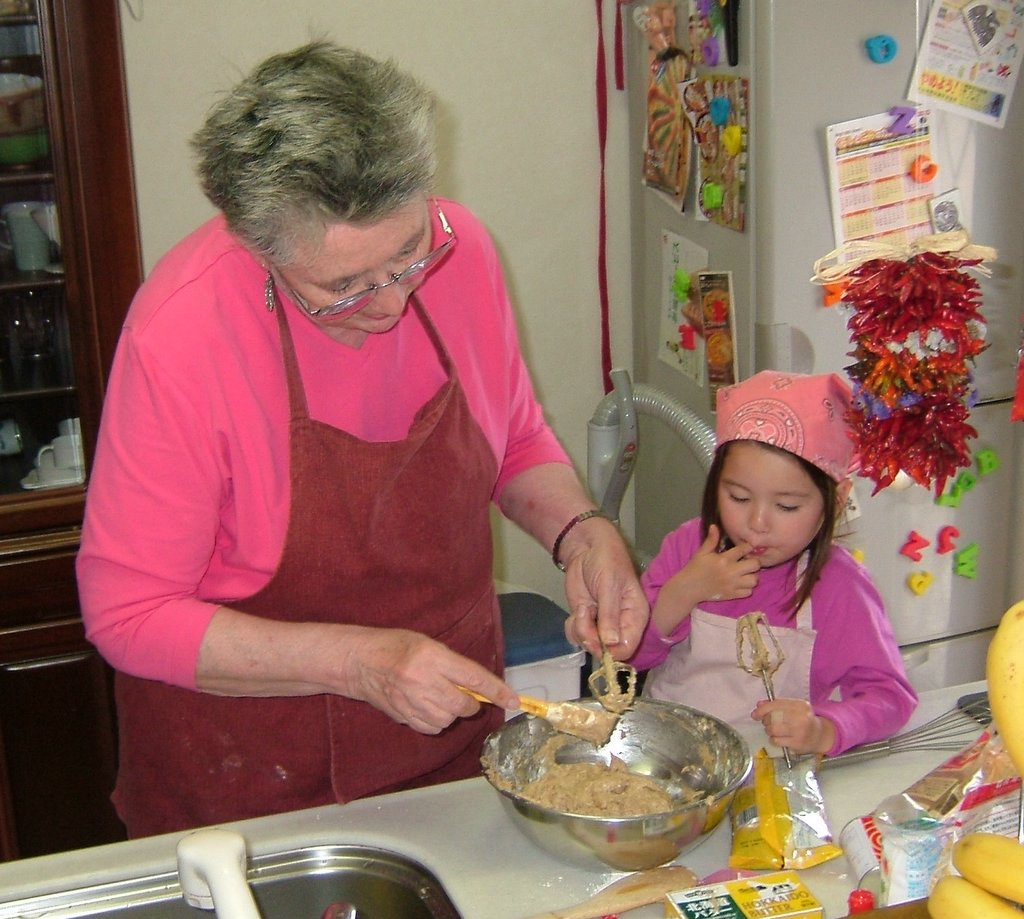
Бабуся та онука

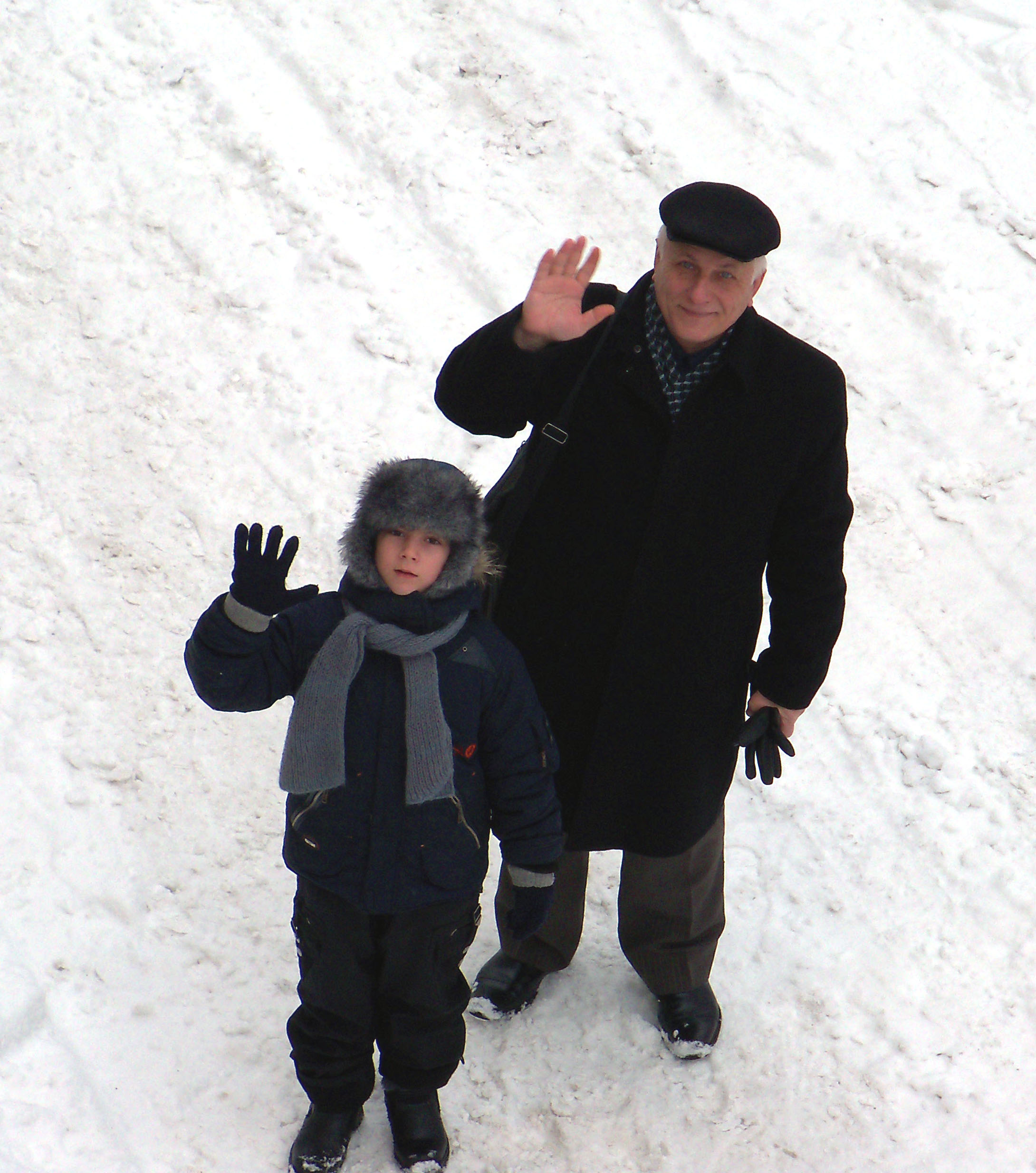
Дід і онук — прогулянка взимку.

Дід і баба  (дідусі і бабусі) (англ. grandparents) — батьки тата і матері.
Майже у кожної людини є двоє бабусь і дідусів і четверо прадідів і прабабусь і т. д. З ростом тривалості життя людей, також зростає, і число онуків, які мають бабусь і дідусів, а іноді навіть прадідів і прабабусь. Якщо три покоління живуть разом, то це допомагає передачі знань і традицій з покоління в покоління. Часто бабусі беруть на себе роль батьків, якщо один з батьків отримує травму або захворіє, грають важливу роль в освіті та вихованні дитини, в той час як, наприклад, батьки на роботі. У разі передчасної смерті обох батьків, бабусі і дідусі стають законними опікунами неповнолітньої дитини / дітей.
Покровителькою бабусь вважається свята Анна.
Наймолодша бабуся в світі Ріфка Станеску, циганка з Румунії, яка у віці 12 років народила свою першу дитину, дівчинку на ім'я Мері. Мері, потім народила дитину в одинадцять років, тому Ріфка стала наймолодшою бабусею в світі у віці лише 23 роки.